# فاصله میان‌اطلسی

شکاف میانی‌اقیانوس اطلس منطقه‌ای خارج از پوشش هواپیماهای مستقر در زمین بود. این محدودیت‌ها با کمان‌های سیاه نشان داده شده‌اند (نقشه شکاف را در سال ۱۹۴۱ نشان می‌دهد). نقاط آبی کشتی‌های نابود شده متفقین را نشان می‌دهد.

فاصله میان‌اطلسی (انگلیسی: Mid-Atlantic gap) یک اصطلاح جغرافیایی است که به یک منطقه دفاع نشده خارج از دسترس زمینی جنگاوری ضدزیردریایی (A/S) در طول نبرد اقیانوس اطلس (۱۹۳۹–۱۹۴۵) در جنگ جهانی دوم اشاره دارد. غالباً به عنوان گودال سیاه، و همچنین شکاف اقیانوس اطلس، شکاف هوایی، شکاف گرینلند یا فقط «شکاف» شناخته می‌شود. این منجر به خسارات سنگین حمل و نقل تجاری به او-بوت‌ها شد. این شکاف در نهایت در مه ۱۹۴۳ بسته شد، زیرا تعداد فزاینده‌ای از کانسالیدیتید بی-۲۴ لیبراتور (مدل‌های برد بسیار طولانی) و ناوهای هواپیمابر پشتیبان در دسترس قرار گرفت و مشکلات پایگاه برطرف شد.